# Bady Bassitt (político)
Bady Bassitt (São José do Rio Preto, 29 de novembro de 1917 — 7 de setembro de 1960) foi um médico e político brasileiro
Filho de João Bassitt e Latife Gabriel, ambos imigrantes libaneses.
Foi deputado na Assembleia Legislativa do estado de São Paulo, representando a região de São José do Rio Preto. O município de Borboleta teve seu nome mudado por força de Lei estadual para Bady Bassitt, em sua homenagem.
A figura deste político foi imortalizada na voz da dupla Tião Carreiro e Pardinho na canção "Rio Preto de Luto" do álbum "Repertório de Ouro", lançado em 1964.
Segue um pequeno trecho da canção:
(...) O doutor Bady Bassitt, Ilustre batalhador
Pela nossa Rio Preto, não poupava o seu labor
Lutava pelo progresso, com carinho e com amor
mas por uma infeliz sorte, foi tragado pela morte aumentando a nossa dor (...)"'